# Nedum Onuoha
Nedum Onuoha (Warri, Nigeria, 12 de noviembre de 1986) es un exfutbolista británico que jugaba como defensa.

## Carrera
Onuoha nació en Nigeria, pero creció en Mánchester, Inglaterra. En la temporada 2004-05 fue ascendido al primer equipo del City tras formarse en las categorías inferiores del club. Debutó oficialmente en un partido de Carling Cup frente al Arsenal, el 27 de octubre de 2004 cuando contaba con 17 años. Su debut en la Premiership se produjo el 1 de noviembre de ese mismo año en un partido ante el Norwich City.
En noviembre de 2020 anunció su retirada a final de año una vez terminara la temporada en Estados Unidos.

### Selección nacional
Nigeriano de nacimiento, pero nacionalizado inglés tras desarrollar prácticamente toda su vida en las islas británicas, Onuoha es internacional sub-21 con Inglaterra y participó en la Eurocopa de Naciones sub-21 de 2007, en los Países Bajos.
En marzo de 2007, el joven futbolista recibió una llamada por parte de su país natal, Nigeria, para ser convocado a la selección de las águilas verdes. El futbolista no respondió y aún no ha decidido si vestirá la camiseta de la selección absoluta de Nigeria o Inglaterra.

## Clubes
| Club                         | País           | Año       | Partidos | Goles |
| ---------------------------- | -------------- | --------- | -------- | ----- |
| Manchester City F. C.        | Inglaterra     | 2004-2012 | 116      | 5     |
| Sunderland A. F. C. (cedido) | Inglaterra     | 2010-2011 | 32       | 1     |
| Queens Park Rangers F. C.    | Inglaterra     | 2012-2018 | 224      | 8     |
| Real Salt Lake               | Estados Unidos | 2018-2020 | 50       | 1     |